# بينيت (نبراسكا)
بينيت (بالإنجليزية: Bennet, Nebraska)‏ هي معلم جغرافي تقع في الولايات المتحدة في مقاطعة لانكستر (نبراسكا). يقدر عدد سكانها بـ 719 نسمة ومساحتها 1.32 كم2 وترتفع عن سطح البحر 390 متر.

## التركيبة السكانية
قام مكتب تعداد الولايات المتحدة بتحديد بيانات التركيبة السكانية لبينيت في تعداد الولايات المتحدة. في ما يلي، التركيبة السكانية حسب تعدادي 2000 و2010.

### تعداد عام 2000
بلغ عدد سكان بينيت 570 نسمة بحسب تعداد عام 2000، وبلغ عدد الأسر 222 أسرة وعدد العائلات 174 عائلة مقيمة في القرية. في حين سجلت الكثافة السكانية 1,339.7 نسمة لكل ميل مربع (517.3/كم2). وبلغ عدد الوحدات السكنية 231 وحدة بمتوسط كثافة قدره 542.9 نسمة لكل ميل مربع (209.6/كم2).
وتوزع التركيب العرقي للقرية بنسبة 98.25% من البيض و 0.18% من الأمريكيين ذوي الأصول الآسيوية و 0.18% من الأمريكيين الأفارقة و 1.05% من عرقين مختلطين أو أكثر.
بلغ عدد الأسر 222 أسرة كانت نسبة 37.8% منها لديها أطفال تحت سن الثامنة عشر تعيش معهم، وبلغت نسبة الأزواج القاطنين مع بعضهم البعض 66.2% من أصل المجموع الكلي للأسر، ونسبة 8.6% من الأسر كان لديها معيلات من الإناث دون وجود شريك، وكانت نسبة 21.2% من غير العائلات. تألفت نسبة 19.4% من أصل جميع الأسر من أفراد ونسبة 8.6% كانوا يعيش معهم شخص وحيد يبلغ من العمر 65 عاماً فما فوق. وبلغ متوسط حجم الأسرة المعيشية 2.91، أما متوسط حجم العائلات فبلغ 2.57.
بلغ العمر الوسطي للسكان 37 عاماً. وكانت نسبة 28.8% من القاطنين تحت سن الثامنة عشر، وكانت نسبة 4.2% بين الثامنة عشر والأربعة وعشرون عاماً، ونسبة 31.9% كانت واقعةً في الفئة العمرية ما بين الخامسة والعشرون حتى والأربعة وأربعون عاماً، ونسبة 22.1% كانت ما بين الخامسة والأربعون حتى الرابعة والستون، ونسبة 13.0% كانت ضمن فئة الخامسة والستون عاماً فما فوق. يوجد لكل 100 أنثى 109.6 ذكر، ويوجد لكل 100 أنثى في الثامنة عشر من عمرها فما فوق 101.0 ذكر.
بلغ متوسط دخل الأسرة في القرية 42,237 دولار، أما متوسط دخل العائلة فبلغ 46,250 دولار. وكان متوسط دخل الذكور 32,045 دولار مقابل 21,176 دولار للإناث. وسجل دخل الفرد الخاص بالقرية 17,280 دولار. وكانت نسبة 2.8% من العائلات ونسبة 3.5% من السكان تحت خط الفقر، وكان من هؤلاء نسبة 3.1% تحت سن الثامنة عشر ونسبة 12.2% في الخامسة والستين من العمر وما فوق.

### تعداد عام 2010
بلغ عدد سكان بينيت 719 نسمة بحسب تعداد عام 2010، وبلغ عدد الأسر 286 أسرة وعدد العائلات 199 عائلة مقيمة في القرية. في حين سجلت الكثافة السكانية 1,409.8 نسمة لكل ميل مربع (544.3/كم2). وبلغ عدد الوحدات السكنية 306 وحدة بمتوسط كثافة قدره 600.0 لكل ميل مربع (231.7/كم2).
وتوزع التركيب العرقي للقرية بنسبة 98.9% من البيض و 0.1% من الأمريكيين ذوي الأصول الآسيوية و 1.0% من عرقين مختلطين أو أكثر.
بلغ عدد الأسر 286 أسرة كانت نسبة 36.4% منها لديها أطفال تحت سن الثامنة عشر تعيش معهم، وبلغت نسبة الأزواج القاطنين مع بعضهم البعض 57.0% من أصل المجموع الكلي للأسر، ونسبة 8.4% من الأسر كان لديها معيلات من الإناث دون وجود شريك، بينما كانت نسبة 4.2% من الأسر لديها معيلون من الذكور دون وجود شريكة وكانت نسبة 30.4% من غير العائلات. وبلغ متوسط حجم الأسرة المعيشية 2.99، أما متوسط حجم العائلات فبلغ 2.51.
بلغ العمر الوسطي للسكان 32.9 عاماً. وكانت نسبة 26.6% من القاطنين تحت سن الثامنة عشر، وكانت نسبة 7.5% بين الثامنة عشر والأربعة وعشرون عاماً، ونسبة 33.7% كانت واقعةً في الفئة العمرية ما بين الخامسة والعشرون حتى والأربعة وأربعون عاماً، ونسبة 20.7% كانت ما بين الخامسة والأربعون حتى الرابعة والستون، ونسبة 11.5% كانت ضمن فئة الخامسة والستون عاماً فما فوق. وتوزع التركيب الجنسي للسكان بنسبة 52.9% ذكور و47.1% إناث.